# Tudo Azul (álbum de Lulu Santos)
| Críticas profissionais | Críticas profissionais |
| Avaliações da crítica  | Avaliações da crítica  |
| Fonte                  | Avaliação              |
| ---------------------- | ---------------------- |
| allmusic               | [ 1 ]                  |

Tudo Azul é o terceiro álbum de estúdio do cantor e compositor brasileiro Lulu Santos, lançado em 1984 pela WEA.
O disco vem com o reggae "Lua-de-Mel" semelhante a uma marchinha de carnaval e que recentemente foi regravado por Gal Costa, temos também o sucesso "Último Romântico". Participações notáveis são as de Rita Lee, Erasmo Carlos e Roberto de Carvalho na faixa "Ronca, Ronca". Nos instrumentos de sopros estão Ritchie e Evandro Mesquita. As participações das bandas Os Paralamas do Sucesso e João Penca e Seus Miquinhos Amestrados não deixam de ser destaque.

## Faixas
1. "Força do Destino" - 04:07 (Lulu Santos)
2. "Tudo Azul" - 03:40 (Lulu Santos/Nelson Motta)
3. "Respeito" - 03:26 (Chacal/Lulu Santos)
4. "Aguenta a Mão" - 03:29 (Lulu Santos)
5. "Ano Novo Luar" - 04:17 (Lulu Santos)
6. "Ronca, Ronca" - 03:50 (Lulu Santos)
7. "O Calhambeque" - 02:41 (Erasmo Carlos/Gwen/John D. Loudermilk)
8. "Questão de Estilo" - 02:22 (Lulu Santos)
9. "Certas Coisas" - 04:14 (Lulu Santos/Nelson Motta)
10. "Tão Bem" - 04:06 (Lulu Santos)
11. "Lua de Mel" - 03:36 (Lulu Santos)
12. "O Último Romântico" - 04:13 (Antônio Cícero/Lulu Santos/Sérgio Souza)

## Ficha Técnica
Produzido por Liminha; Gravado no estúdio Transamérica/RJ por Vitor Farias e Mixado no estúdio Electric Lady/N.Y por Joe Barbaria
- Lulu Santos - guitarras de 5 e 12 cordas, guitarra slide, pandeiro, bongos, teclados, baixo. programação de bateria, sítara, violão e pandeiro
- Liminha - baixo, guitarra, drum machine e barulhos de chicote
- Sérgio Herval - bateria
- Jorjão Barreto - teclados, órgão e baixo
- Cidinho - percussão
- Léo Gandelman - saxofones
- Bidinho - trompete
- Ritchie - flauta e voz em "Aguenta a Mão"
- Rita Lee - vocal em "Ronca Ronca"
- Roberto de Carvalho - guitarra solo, piano e vocal em "Ronca Ronca"
- Evandro Mesquita - gaita em "Ronca Ronca"
- Erasmo Carlos - vocal em "Ronca Ronca"
- Zé Américo - acordeon
- Serginho - trombone em "Tão Bem"
- Silvinha - harpa em "O Último Romântico"

## Desempenho comercial

#### Vendas e certificações
| País                       | Certificação | Vendas   |
| -------------------------- | ------------ | -------- |
| Brasil (Pro-Música Brasil) |              | 400.000+ |